# Carl-Duisberg-Gedächtnispreis

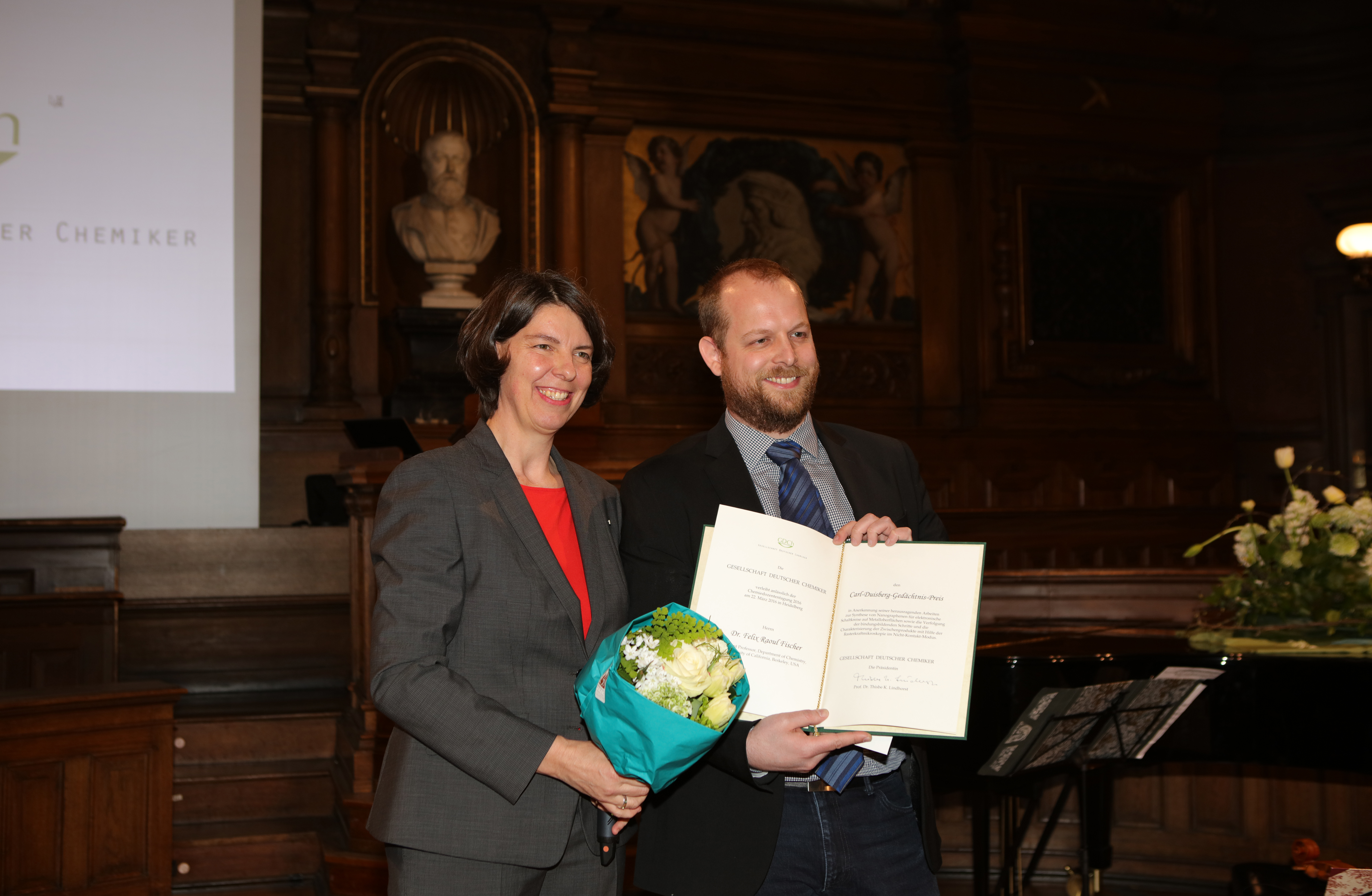
Thisbe Lindhorst (links) verleiht als Präsidentin der GDCh den Carl-Duisberg-Gedächtnispreis an Felix Raoul Fischer (rechts), Preisträger 2016.

Der Carl-Duisberg-Gedächtnispreis ist eine Auszeichnung, die jährlich von der Gesellschaft Deutscher Chemiker (GDCh) an junge habilitierte Wissenschaftler vergeben wird, die sich durch originelle Arbeiten hervorgetan haben.
Nach dem Tod Carl Duisbergs 1935 wurde von der IG Farbenindustrie beim Verein Deutscher Chemiker die Carl-Duisberg-Gedächtnisstiftung zur Förderung des akademischen Nachwuchses eingerichtet. Von 1936 bis 1943 vergab die Stiftung zunächst den Gedächtnispreis, nach dem
Zweiten Weltkrieg wurde die Stiftung nicht erneuert. Die Bayer AG übernahm 1969 die Stiftung des Preises, der heute aus den Erträgen eines Sondervermögens für Auszeichnungen bei der GDCh finanziert wird.
Aus den jährlichen Nominierten schlägt eine fünfköpfige Fachjury dem Vorstand der GDCh einen Preisträger vor. Der Carl-Duisberg-Gedächtnispreis ist mit 5000 € für den Empfänger sowie 2500 € für dessen Forschungsgruppe dotiert und wird jährlich bei der Chemiedozententagung an Wissenschaftler überreicht.
Er ist nicht mit der Carl-Duisberg-Plakette zu verwechseln.

## Liste der Preisträger
- 1936 Rudolf Tschesche, Göttingen
- 1937 Herbert Brintzinger, Jena
- 1938 Elisabeth Dane, München
- 1939 Hans Brockmann, Göttingen
- 1941 Karl Gleu, Jena
- 1943 Hans Lettré, Göttingen
- 1969 Gert Köbrich, Heidelberg
- 1970 Henri Brunner, München
- 1971 Werner Kutzelnigg, Karlsruhe
- 1972 Fritz Eckstein, Göttingen
- 1974 Richard R. Schmidt, Stuttgart
- 1975 Dieter Sellmann, München
- 1976 Konrad Sandhoff, München
- 1977 Bernd Giese, Freiburg
- 1978 Hans Friedrich Klein, München
- 1979 Manfred Zeidler, Karlsruhe
- 1980 Hans-Dieter Martin[1], Würzburg
- 1981 Wolf Peter Fehlhammer, Erlangen-Nürnberg
- 1982 Siegfried Schneider, München
- 1983 Heinrich Betz, Martinsried
- 1984 Heino Finkelmann, Clausthal-Zellerfeld
- 1985 Hans-Josef Altenbach, Köln
- 1986 Hans-Joachim Gais, Darmstadt
- 1987 Gerd Meyer, Gießen
- 1988 Werner Müller-Esterl, München
- 1989 Michael Buback, Göttingen
- 1991 Joachim Maier, Stuttgart
- 1992 Herbert Waldmann, Bonn
- 1993 Wilhelm F. Maier, Mülheim/Ruhr
- 1994 Hansjörg Grützmacher, Freiburg
- 1995 Manfred Martin, Darmstadt
- 1996 Jürgen Gauß, Mainz
- 1997 Carlo Unverzagt, Garching
- 1998 Rüdiger Beckhaus, Aachen
- 1999 Ulrich Bernd Wiesner, Ithaca/USA
- 2000 Thisbe Kerstin Lindhorst, Kiel
- 2001 Hendrik Zipse, München
- 2002 Christian Limberg, Garching und Heidelberg
- 2003 Benjamin List, La Jolla/USA
- 2004 Andreas Terfort, Hamburg
- 2005 Cosima Stubenrauch, Dublin/Irland
- 2006 Margaret-Jane Crawford, München
- 2007 Lukas J. Gooßen, Kaiserslautern
- 2008 Harald Gröger, Erlangen-Nürnberg
- 2009 David Scheschkewitz, London/UK
- 2010 Sebastian Schlücker, Osnabrück
- 2011 Christian Hartinger, Wien
- 2012 Daniel Seidel, Piscataway/USA
- 2013 Mathias Christmann, Dortmund
- 2014 Thomas Junkers, Diepenbeek/Belgien
- 2015 Kallol Ray, Berlin
- 2016 Felix Raoul Fischer, Berkeley/USA
- 2017 Shigeyoshi Inoue, München
- 2018 Bill Morandi, Mülheim a. d. Ruhr
- 2019 Sandra Luber, Zürich
- 2021 Felix Schacher, Jena
- 2022 Juliane Simmchen, Dresden
- 2023 Kai Exner, Duisburg-Essen
- 2024 Corina Andronescu, Duisburg-Essen
- 2025 Christoph Kerzig, Mainz[2]